# Ellis Larkins
Ellis Larkins, (Baltimore, 1923. május 15. – Baltimore, 2002. szeptember 29.) amerikai dzsesszzongorista.

## Pályafutása
Ellis Larkins amerikai jazzzongorista leginkább két Ella Fitzgeralddal készített felvételéről vált ismertté, az „Ella Sings Gershwin” (1950) és a „Songs in a Mellow Mood” (1954) című albumokkal. Ő volt Chris Connor énekes „Chris” (1954) című albumának zongoristája is.
Larkins volt az első afroamerikai, aki a Peabody Conservatory of Musicon tanult, Bltimore-ban.
Profi zongorista karrierje New Yorkban kezdődött el, miután odaköltözött, hogy a Juilliard Schoolba járhasson. Még a Juilliardnál Larkins Billy Moore gitárossal zongorázott a Café Society Uptownban, majd a következő tíz évben saját zenekaraival játszott, vagy Edmond Hall klarinétos és Helen Humes, Mildred Bailey énekesek zongoristája volt.
Az 1940-es években Coleman Hawkinsszaxofonossal és Dicky Wells harsonással készített felvételeket. Az 1950-es években Ella Fitzgeralddal, Ruby Braffal és Beverly Kenney-vel készített felvételeket. Az 1960-as évek munkái között szerepeltek felvételei és fellépései Eartha Kittel, Joe Williamsszel, Georgia Gibbsszel és Harry Belafonte-val.
Bár Larkins leginkább zongorakísérőként volt ismert, több szólóalbumot is felvett az 1950-es években. Az 1970-es években rendszeresen fellépett számos New York-i helyszínen, köztük egy kis bárban az Upper East Side-on.

## Albumok
- 1952: Blues in the Night
- 1954: Perfume and Rain
- 1956: Do Nothin’ ‘Til You Hear From Me
- 1956: Manhattan at Midnight
- 1958: Blue and Sentimental
- 1970: Lost in the Wood
- 1977: A Smooth One
- 1990: Ellis Larkins
- 1992: Ellis Larkins at Maybeck

### Ruby Braff
- 1991: Ellis Larkins & Ruby Braff: Duets Volume 1
- 1955: Ellis Larkins & Ruby Braff: Duets Volume 2
- 1955: Ruby Braff and Ellis Larkins: 2 Part Inventions in Jazz
- 1999: Ruby Braff and Ellis Larkins: The Grand Reunion
- 1994: Ruby Braff and Ellis Larkins: Calling Berlin, Vol. 1
- 1994, 1996: Ruby Braff and Ellis Larkins: Calling Berlin, Vol. 2

### Ella Fitzgerald
- 1950: Ella Sings Gershwin
- 1954: Songs in a Mellow Mood
- 1973: „You Turned the Tables on Me, Nice Work If You Can Get It, I've Got a Crush on You”: Newport Jazz Festival: Live at Carnegie Hall

## Fordítás
Ez a szócikk részben vagy egészben  az   Ellis Larkins című angol Wikipédia-szócikk ezen változatának fordításán alapul.  Az eredeti cikk szerkesztőit annak laptörténete sorolja fel. Ez a jelzés csupán a megfogalmazás eredetét és a szerzői jogokat jelzi, nem szolgál a cikkben szereplő információk forrásmegjelöléseként.